# Проспект Льва Ландау (Харків)
Проспект Льва Ландау — велика вулиця міста Харкова. Є найкоротшим шляхом від аеропорту до ринку Барабашова. Вулиця з'явилася у 1930-х роках.
У місці перетину з проспектом Героїв Харкова розташована єдина дворівнева транспортна розв'язка всередині міста, не рахуючи перетинів з окружною дорогою. Міст за естакадою проходить над лінією залізниці Харків — Чугуїв, Євгенівською вулицею та річкою Немишля.
Свій початок проспект Льва Ландау бере в перетину Аерокосмічного проспекту з Мерефянським шосе, бувши власне продовження траси в межах міста. Закінчується проспект перетином з Ювілейним проспектом, утворюючи Т-подібне перехрестя. Також проспект має перетин з проспектом Байрона та Салтівським шосе в одному рівні.

## Транспорт
Безліч автобусних маршрутів (а з січня 1973 тролейбус) курсують по проспекту.

## Інфраструктура
- Харківський національний університет внутрішніх справ